# Вахштет
Вахштет (њем. Wachstedt) општина је у њемачкој савезној држави Тирингија. Једно је од 89 општинских средишта округа Ајхсфелд. Према процјени из 2010. у општини је живјело 561 становника. Посједује регионалну шифру (AGS) 16061101.

## Географски и демографски подаци
Вахштет се налази у савезној држави Тирингија у округу Ајхсфелд. Општина се налази на надморској висини од 475 метара. Површина општине износи 17,5 km². У самом мјесту је, према процјени из 2010. године, живјело 561 становника. Просјечна густина становништва износи 32 становника/km².